# Cella (architettura)

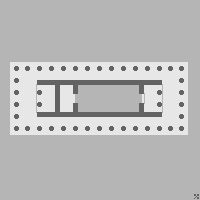
Pianta di un tempio con evidenziata la cella al centro

La cella o naos (in greco ναός, naòs) era la parte interna di un tempio, tipicamente greco o romano, nell'antichità classica.
Questa struttura coperta e racchiusa da muri ha dato origine a significati estesi, di cella di eremita o di monaco e, dal XVII secolo, di cellula biologica nelle piante o negli animali.

## Templi greci e romani
Era l'ambiente che ospitava l'immagine della divinità (una statua di solito) e simbolicamente era la casa del dio stesso; per questo era proibito entrarvi se non durante particolari festività, mentre vi accedevano regolarmente soltanto alcuni tipi di sacerdoti.
Le dimensioni della cella nei templi classici sono per questo molto ridotte e la superficie dello spazio interno era decisamente secondaria rispetto alla decorazione esterna, che alla fine era la parte fruita dalla comunità che si riuniva fuori dagli edifici per le funzioni e i riti.
La cella, che ha come antecedenti forse il μέγαρον mégaron minoico e miceneo, poteva essere preceduta da un portico colonnato (pronao), dove potevano trovarsi le stanze dei tesori, le raccolte di offerte dei fedeli. Talvolta questa funzione spettava invece a una stanza posteriore, detta opistodomo. La zona riservata ai sacerdoti era detta invece ἄδυτον àdyton. La cella era spesso coperta da cancellate, per impedire il saccheggio delle offerte. La disposizione delle colonne in relazione alla cella, definisce le varie tipologie templari (in antis, prostilo, anfiprostilo, periptero, pseudoperiptero, diptero, pseudodiptero)
Le pareti esterne della cella potevano presentare ordini applicati (lesene o semicolonne), che quando la cella era circondata dal colonnato (peristasi), rispecchiavano sui muri le colonne esterne, e quando il tempio era privo di peristasi ne costituivano una sorta di surrogato (tempio pseudoperiptero). In altri casi i muri esterni potevano essere coronati da un fregio o da altre decorazioni riprese dalle trabeazioni, non necessariamente dello stesso ordine della peristasi, come nel caso del Partenone (di ordine dorico), dove il celebre fregio (ionico) con la rappresentazione della processione panatenaica si trova appunto in questa posizione.

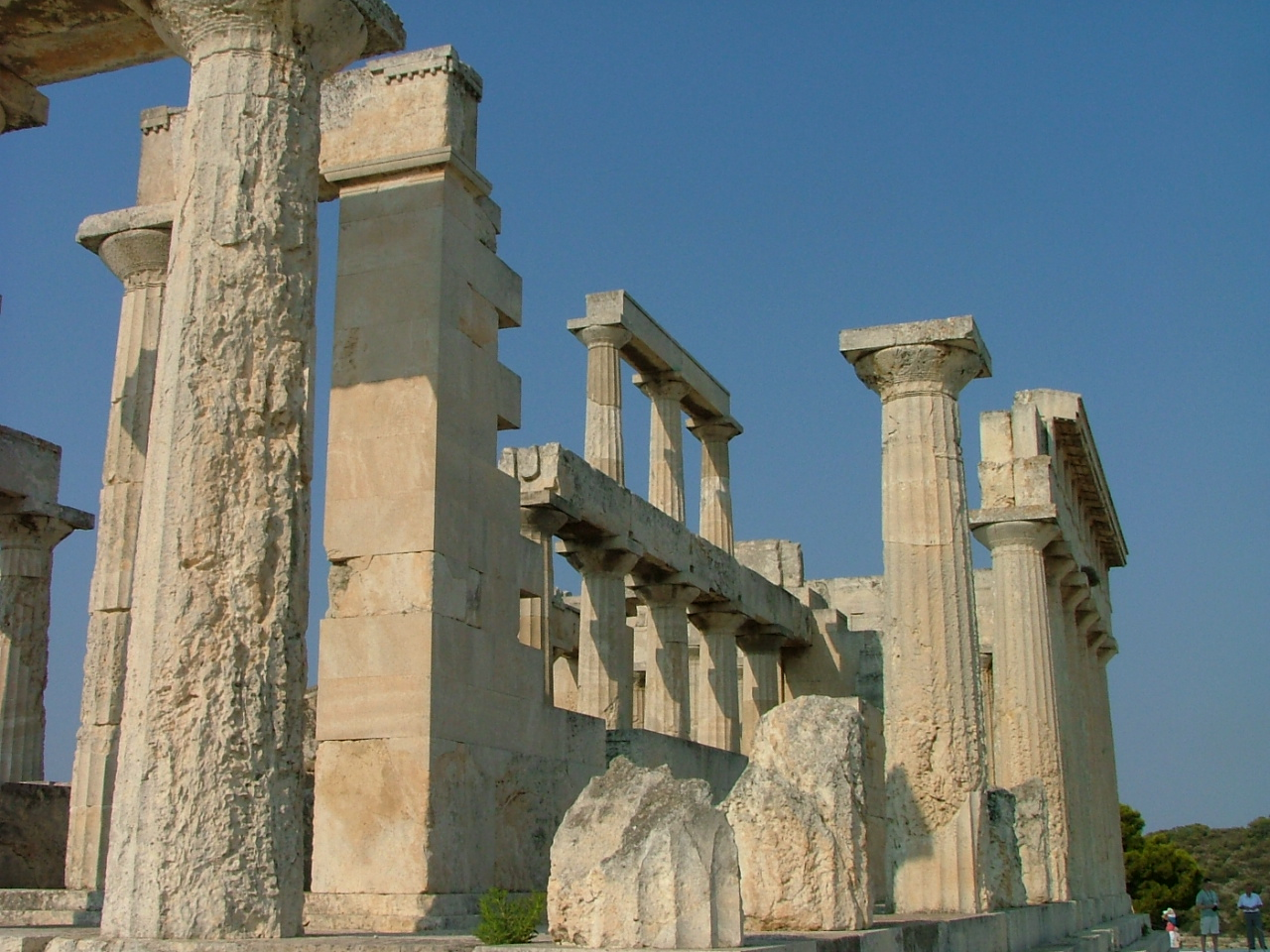
Il colonnato interno della cella, su due ordini, nel tempio di Afaia a Egina, visibile per la perdita di una delle pareti della cella

L'interno della cella nei templi greci poteva essere suddiviso in navate da colonnati su due ordini, necessari per sostenere il tetto negli edifici templari di maggiori dimensioni, in particolare in epoca greca arcaica e classica. In seguito l'interno della cella venne decorato con un colonnato, spesso ancora su due ordini, addossato come semicolonne o lesene alle pareti interne. Anche in questo caso il colonnato interno non è necessariamente dello stesso ordine di quello della peristasi del tempio: uno dei primi esempi di capitello corinzio si è infatti conservato su una delle semicolonne che decoravano l'interno della cella nel tempio di Apollo Epicuro a Bassae.
In epoca imperiale romana gli interni delle celle templari erano decorati da ordini sovrapposti di lesene, semicolonne o colonne staccate dalla parete, spesso sovrapposte a podi e frequentemente con fusti in marmi colorati. I colonnati inquadravano nicchie e piccole edicole che ospitavano altre sculture che si aggiungevano alla statua di culto.

## Templi etruschi
Secondo Vitruvio, i templi di tipo etrusco (come, ad esempio, a Portonaccio, vicino a Veio) avevano tre celle, affiancate, unite da una doppia fila di colonne sulla facciata. Si tratta di un assetto del tutto nuovo rispetto agli altri tipi di costruzioni rinvenute in Etruria e nel versante tirrenico della penisola italiana, che presentano una cella con o senza colonne, come si vede in Grecia e in Oriente.

## Templi egiziani
Nella cultura ellenistica del regno tolemaico nell'antico Egitto, la cella rappresentava ciò che è nascosto e sconosciuto all'interno del santuario interno di un tempio egizio, esistente nella completa oscurità, inteso a simboleggiare lo stato dell'universo prima dell'atto della creazione. La cella, chiamata anche naos, contiene numerosi santuari a forma di scatola. La parola greca "naos" è stata estesa dagli archeologi per descrivere la stanza centrale delle piramidi. Verso la fine dell'Antico Regno, la costruzione del naos passò dall'essere sotterranea all'essere costruita direttamente nella piramide, fuori terra. Il naos era circondato da molti percorsi e stanze diverse, molte delle quali utilizzate per confondere e distrarre ladri e profanatori di tombe.

## Chiese cristiane
Nell'architettura paleocristiana e bizantina la cella o naos è un'area al centro della chiesa riservata allo svolgimento della liturgia.
In epoche successive una piccola cappella o cella di un monaco venne chiamata anche cella. Questa è l'origine della lingua irlandese cill o cell (anglicizzata come Kil(l)-) in molti toponimi irlandesi.
Nel monachesimo le celle erano in genere piccole stanze riservate ai singoli membri dell'ordine religioso all'interno di strutture collettive quali un convento o monastero.

## Altre culture
Talvolta si parla di "cella" riferendosi anche a costruzioni in contesti cultuali in epoche e culture diverse da quella greco-romana, come ad esempio per il sito neolitico di Tepe Gawra.